# Cal Tronxet
Cal Tronxet és una masia del terme municipal d'Isona i Conca Dellà situada en el poble de Biscarri, de l'antic terme de Benavent de Tremp. És una de les cases més allunyades del poble, per la carretera en direcció a Isona.
Està situada al sud de la carretera C-1412b, a ponent del nucli principal actual de Biscarri, al sud de Cal Solsona, al nord de Cal Turumba i a llevant dels Masos de Sant Martí.